# Еуполемија
Еуполемија је у грчкој митологији била принцеза из Фтије у северном делу Грчке.

## Митологија
Била је Мирмидонова и Писидикина кћерка, Акторова, Антифова и Хискилина сестра. Према Хигину, са Хермесом је имала сина Еталида.